# Arthur Morris
Pour les articles homonymes, voir Morris.
Arthur Robert Morris (né le 19 janvier 1922 à Bondi, Nouvelle-Galles du Sud, et mort le 22 août 2015) est un joueur de cricket australien. Il dispute son premier test pour l'équipe d'Australie en 1946. Il fait partie de l'équipe des Invincibles, surnom des Australiens qui furent invaincus en 32 matchs joués sur le sol anglais en 1948.
Il était spécialisé en tant que batteur et fut également capitaine de la sélection australienne.

## Équipes
- Nouvelle-Galles du Sud

## Récompenses individuelles
- Un de cinq joueurs de cricket de l'année 1949 (Wisden Cricketer of the Year) désignés par le Wisden Cricketers' Almanack.
- Membre de l'Australian Cricket Hall of Fame depuis 2001.

## Sélections
- 46 sélections en test cricket de 1946 à 1955.